# Digital HiNote
Digital HiNote es una serie de computadoras portátiles que fue fabricada por Digital Equipment Corporation entre 1994 y 2002. La serie constaba de los modelos VP y Ultra que se basaban en el i486, Pentium, Pentium MMX y Pentium II. Compaq adquirió Digital en 1998, después de lo cual la serie se eliminó gradualmente.

## Historia
Digital presentó la marca de portátiles HiNote en noviembre de 1994 como sucesora de sus portátiles x86 comercializados con la marca DECpc. El HiNote se introdujo simultáneamente con la marca Venturis de computadoras de escritorio y torres, que de manera similar reemplazó los factores de forma de las computadoras x86 que llevaban el nombre DECpc. La línea inicial comprendía una computadora portátil de tamaño completo simplemente llamada HiNote y una subportátil llamada HiNote Ultra; más tarde, Digital separó las dos submarcas al designar a la primera como unidades de VP. Digital ofreció la línea inicial con LCD monocromáticos o de matriz pasiva en color o LCD de matriz activa en color, Intel 486SX de 33 MHz a 486DX2 de 50 MHz y una capacidad de disco duro de entre 120 y 340 MB. El HiNote estándar incluía una unidad de disquete de 3,5 pulgadas incorporada que se podía quitar y colocar con una segunda batería de iones de litio en su lugar, mientras que la unidad del Ultra era solo externa. Tanto el HiNote original como el Ultra incluían trackballs incorporados como su dispositivo señalador de elección.
Los periodistas de tecnología destacaron el HiNote Ultra por su elegante diseño industrial y modularidad, que unía la batería de iones de litio a la parte posterior de la computadora portátil con un mecanismo de cierre en lugar de insertarse en la carcasa inferior como era habitual en los diseños de computadoras portátiles. Esta batería podría girarse para sostener el Ultra en una posición más cómoda para escribir durante largos períodos de tiempo y permitirle acomodar la unidad de disquete externa de 3,5 pulgadas debajo de ella cuando se coloca sobre un escritorio. Pesaba 4 libras (1,8 kg) y medía solo una pulgada (2,54 cm) de alto. Digital anunció en la televisión la estatura delgada y liviana del Ultra sacándolo de un sobre de manila, un enfoque replicado por Apple casi 15 años después, cuando anunció su MacBook Air en 2008.
Cuando Compaq adquirió Digital en junio de 1998, dejaron el diseño intacto pero cambiaron el nombre a Armada 6500. La serie basada en HiNote se eliminó gradualmente en 2002. La escritora de tecnología Brooke Crothers escribió en CNET que su descontinuación era irónica considerando que HiNote recibió una alta galardones de la industria y fue «uno de los mejores diseños de portátiles de todos los tiempos y una de las gemas tecnológicas que Compaq heredó de los equipos digitales».

## Modelos
| Línea      | Modelo no.    | Procesador  | Velocidad de reloj (MHz) | Memoria max. | Tecnología LCD                                      | Tamaño y resolución LCD | Fecha              |
| ---------- | ------------- | ----------- | ------------------------ | ------------ | --------------------------------------------------- | ----------------------- | ------------------ |
| base       | 433           | 486SX       | 33                       | 20           | Pasiva monocroma                                    | 9.5 in, VGA             | noviembre de 1994  |
| base       | CS433         | 486SX       | 33                       | 20           | Color pasivo                                        | 9.5 in, VGA             | noviembre de 1994  |
| base       | CS450         | 486DX2      | 50                       | 20           | Color pasivo                                        | 9.5 in, VGA             | noviembre de 1994  |
| base       | CT450         | 486DX2      | 50                       | 24           | Color activo                                        | 9.5 in, VGA             | noviembre de 1994  |
| base       | CT475         | 486DX4      | 75                       | 24           | Color activo                                        | 9.5 in, VGA             | noviembre de 1994  |
| base       | CS475         | 486DX4      | 75                       | 24           | Color activo                                        | 9.5 in, VGA             | agosto de 1995     |
| Ultra      | 433           | 486SX       | 33                       | 20           | Pasiva monocroma                                    | 9.5 in, VGA             | noviembre de 1994  |
| Ultra      | CS433         | 486SX       | 33                       | 20           | Color pasivo                                        | 9.5 in, VGA             | noviembre de 1994  |
| Ultra      | CS450         | 486DX2      | 50                       | 20           | Color pasivo                                        | 9.5 in, VGA             | noviembre de 1994  |
| Ultra      | CT450         | 486DX2      | 50                       | 24           | Color activo                                        | 9.5 in, VGA             | noviembre de 1994  |
| Ultra      | CT475         | 486DX4      | 75                       | 24           | Color activo                                        | 9.5 in, VGA             | noviembre de 1994  |
| Ultra      | CS475         | 486DX4      | 75                       | 24           | Color pasivo                                        | 9.5 in, VGA             | junio de 1995      |
| Ultra II   | CTE5100       | Pentium     | 100                      | 40           | Color activo                                        | 10.4 in, VGA            | marzo de 1996      |
| Ultra II   | CTS5100       | Pentium     | 100                      | 40           | Color activo                                        | 10.4 in, SVGA           | marzo de 1996      |
| Ultra II   | CTS5120       | Pentium     | 120                      | 40           | Color activo                                        | 10.4 in, SVGA           | marzo de 1996      |
| Ultra II   | CTS5133       | Pentium     | 133                      | 40           | Color activo                                        | 10.4 in, SVGA           | marzo de 1996      |
| Ultra II   | 5150          | Pentium     | 150                      | 40           | Color activo                                        | 11.3 in, SVGA           | agosto de 1996     |
| VP         | 575           | Pentium     | 75                       | 40           | Color pasivo                                        | 11.3 in, SVGA           | marzo de 1996      |
| VP         | CSS5100       | Pentium     | 100                      | 40           | Color pasivo                                        | 11.3 in, SVGA           | marzo de 1996      |
| VP         | CTS5100       | Pentium     | 100                      | 40           | Color activo                                        | 11.3 in, SVGA           | marzo de 1996      |
| VP         | LSS5100       | Pentium     | 100                      | 40           | Color activo                                        | 11.3 in, SVGA           | septiembre de 1996 |
| VP         | 520           | Pentium     | 120                      | 40           | Color pasivo                                        | 11.3 in, SVGA           | septiembre de 1996 |
| VP         | 525           | Pentium     | 120                      | 40           | Color activo                                        | 11.3 in, SVGA           | septiembre de 1996 |
| VP         | 535           | Pentium     | 133                      | 40           | Color activo                                        | 11.3 in, SVGA           | septiembre de 1996 |
| VP         | VSS5120       | Pentium     | 120                      | 80           | Color pasivo                                        | 12.1 in, SVGA           | marzo de 1997      |
| VP         | VSS5133       | Pentium     | 133                      | 80           | Color pasivo                                        | 12.1 in, SVGA           | marzo de 1997      |
| VP         | VTS5150 (545) | Pentium     | 150                      | 80           | Color activo                                        | 12.1 in, SVGA           | marzo de 1997      |
| VP         | VTS5166       | Pentium MMX | 166                      | 80           | Color activo                                        | 12.1 in, SVGA           | marzo de 1997      |
| Ultra 2000 | VTS 5166M     | Pentium MMX | 166                      | 144          | Color activo                                        | 12.1 in, SVGA           | abril de 1997      |
| Ultra 2000 | GTX 5166M     | Pentium MMX | 166                      | 144          | Color activo                                        | 14.1 in, XVGA           | mayo de 1997       |
| Ultra 2000 | VTX 5166M     | Pentium MMX | 166                      | 144          | Color activo                                        | 12.1 in, XVGA           | abril de 1997      |
| Ultra 2000 | GTX 5233M     | Pentium MMX | 233                      | 144          | Color activo                                        | 14.1 in, XVGA           | enero de 1998      |
| Ultra 2000 | GTX 5266M     | Pentium MMX | 266                      | 144          | Color activo                                        | 14.1 in, XVGA           | enero de 1998      |
| VP         | 703           | Pentium MMX | 166                      | 144          | Color pasivo                                        | 13 in, XVGA             | enero de 1998      |
| VP         | 717           | Pentium MMX | 200                      | 144          | Color activo                                        | 12.1 in, SVGA           | enero de 1998      |
| VP         | 725           | Pentium MMX | 200                      | 144          | Color activo                                        | 13.3 in, XVGA           | enero de 1998      |
| VP         | 745           | Pentium MMX | 266                      | 144          | Color activo                                        | 13.3 in, XVGA           | 1998               |
| VP         | 710           | Pentium MMX | 166                      | 144          | Color pasivo (direccionamiento de alto rendimiento) | 13.3 in, XVGA           | 1998               |
| VP         | 715           | Pentium MMX | 166                      | 144          | Color activo                                        | 13.3 in, XVGA           | 1998               |
| VP         | 735           | Pentium MMX | 233                      | 144          | Color activo                                        | 13.3 in, XVGA           | noviembre de 1997  |
| VP         | 765           | Pentium II  | 266                      | 144          | Color activo                                        | 13.3 in, XVGA           | abril de 1998      |

## Lectura adicional
- Byrne, Jason (3 de agosto de 1998). «Digital's latest and final notebook line hits a HiNote». Government Computer News (en inglés). Consultado el 11 de noviembre de 2021.
- Gallagher, Brian (30 de septiembre de 1998). «Digital HiNote Ultra 2000». ITProToday (en inglés). Consultado el 11 de noviembre de 2021.

- Datos: Q11195843
- Multimedia: Digital HiNote / Q11195843